# Публичная библиотека Сиэтла
Публичная библиотека Сиэтла (англ. Seattle Public Library) — сеть публичных библиотек в Сиэтле, штат Вашингтон, США.

## История
Официальной датой открытия библиотеки является 1890 год, хотя попытки создать в городе собственную библиотеку предпринимались с 1868 года. К 2013 году функционируют 26 филиалов во всех районах Сиэтла, основным зданием является Центральная библиотека Сиэтла, спроектирована голландской  архитектурной компаней OMA, архитектором Ремом Колхасом, строительство завершено в 2004 году. В 2011 году библиотека насчитывала почти 2,5 миллиона единиц хранения, в том числе почти один миллион книг.

### XIX век
Несмотря на официальную дату 1890 год, первые читатели смогли попасть в библиотеку 8 апреля 1891 года — на третьем этаже здания Occidental Block (ныне — Гостиница Сиэтла) был открыт читальный зал, первым директором стал некий А. Дж. Сноук. В декабре того же годы книги стали выдавать на руки, к тому времени в библиотеке хранилась 6541 читальная единица. В 1893 году Сноука на своём посту сменил Джон Д. Аткинсон, его в 1895 году — Чарльз Уэсли Смит, который проработал до 1907 года. В связи с «Паникой 1893 года» бюджет библиотеки был сильно урезан, в 1895 году Смит даже начал брать с читателей по 10 центов за книгу, но это нововведение не прижилось. В 1896 году при библиотеке открылась переплётная мастерская. Всего за первые десять лет своего существования библиотека переезжала из здания в здание пять раз.

### XX век

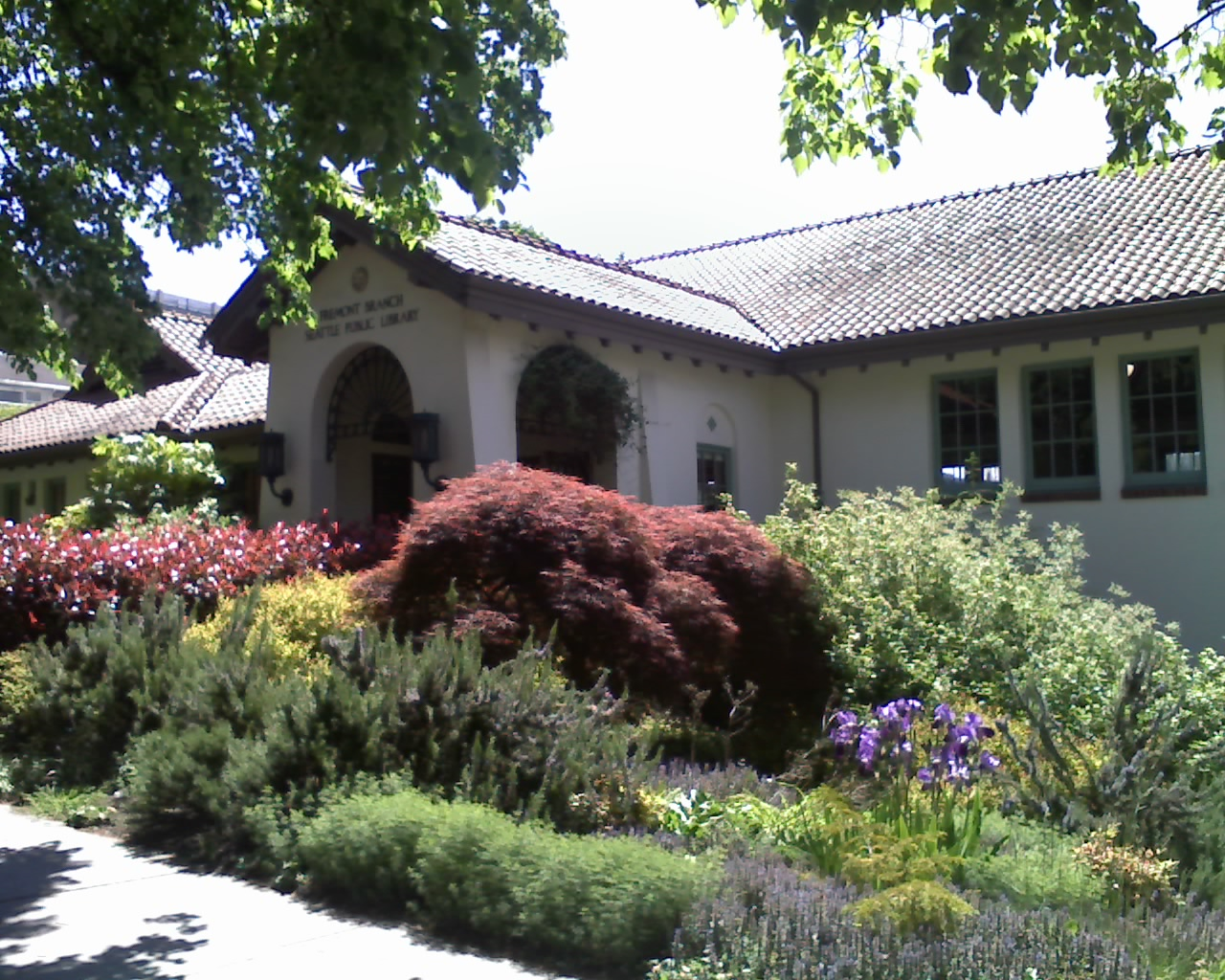
Первый филиал открылся во Фремонт (Сиэтл) в 1903 году

В ночь на 1 января 1901 года здание библиотеки сгорело, бо́льшая часть книг была уничтожена огнём, спасены были почти все читательские билеты и 2000 детских изданий, 5000 книг в момент пожара находились на руках у читателей. Некоторое время библиотека работала в уцелевшей пристройке сгоревшего дома, а затем переехала в здание, которое освободил после переезда Вашингтонский университет. На постройку собственного здания для библиотеки 220 тысяч долларов выделил известный бизнесмен-филантроп Эндрю Карнеги. Новое здание распахнуло для читателей свои двери 19 декабря 1906 года.
В 1903 году открылся первый филиал (во Фремонте), два года спустя — второй, ещё через три года — третий. В 1907 году новым директором стал Джадсон Т. Дженнингс. В 1908 году Карнеги выделил ещё 105 тысяч долларов на создание трёх постоянных филиалов, которые начали работу летом 1910 года. В 1911 году Карнеги пожертвовал ещё 70 тысяч на открытие ещё двух филиалов, которые начале работу в 1914 и 1915 годах. В 1921 году был открыт ещё один филиал, и на этом расширение библиотечной сети Сиэтла временно приостановилось — новый филиал открылся лишь в середине 1950-х годов.
К 1915 году в коллекции библиотеки были книги на 22 языках (включая русский, литовский, идиш и новогреческий), не считая английского, но не было ни одного издания на языках Азии. Кроме того присутствовали 698 изданий на «языке слепых» — библиотека Сиэтла стала третьей к западу от Миссисипи, в которой находились книги такого типа.
В 1916 году читательские билеты имели 67 097 человек, то есть около 19% населения Сиэтла.
Великая депрессия повлияла на работу библиотеки Сиэтла: люди стали больше читать (в 1932 году было выдано около 4 миллионов книг), а штат сотрудников сокращался, бюджет был урезан, и в 1939 году он составил всего 40 тысяч долларов на год.
В 1948 году в коллекции библиотеки, помимо прочего, насчитывалось около 3500 грампластинок (оборот 53 тысячи в год), 6000 нотных листов, столько же книг с песнями, 200 репродукций известных картин и около 27 тысяч прочих изображений. В 1950 году библиотека оформила подписку на 200 газет и 1700 других периодических изданий.
В 1954 году, после долгого перерыва, были открыты три новых филиала библиотеки, хотя читающих стало меньше: в 1932 году при населении Сиэтла в 368 тысяч человек в год было выдано, как уже упоминалось, около 4 миллионов книг, а в 1954 году (население 463 тысячи) всего 2,4 миллиона. В середине 1950-х годов библиотека обзавелась «книгомобилем», который развозил по окрестностям около 2500 книг.
26 мая 1960 года открылся очередной филиал библиотеки — он стал примечателен тем, что в нём функционировал эскалатор (впервые в библиотеке США) и был установлен фонтан.

### XXI век

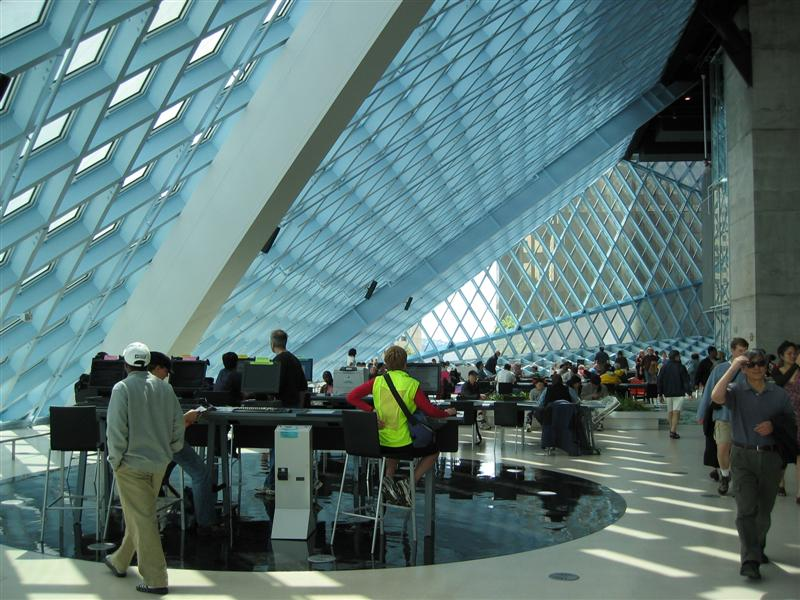
Внутри Центральной библиотеки Сиэтла

К 2006 году в библиотеках работают 1174 публичных компьютера, каждый, имеющий читательский билет библиотеки Сиэтла, имеет право на полтора часа работы в день за этим компьютером бесплатно. Для поиска книг без услуг библиотекарей введена система поиска способом RFID.

## Здания
Основным зданием является Центральная библиотека Сиэтла, построенная в 2004 году (архитектор Рем Колхас) — в 2007 году эта футуристическая постройка заняла 108 место в списке «150 самых известных зданий Америки» по версии Американского института архитектуры.
Шесть из двадцати семи зданий внесены в Национальный реестр исторических мест США. Филиал в Балларде интересен тем, что получает энергию от солнечных батарей и имеет «зелёную крышу».